# Городоцька сільська рада (Рівненський район)
Городо́цька сільська́ ра́да — колишній  орган місцевого самоврядування в Рівненському районі Рівненської області. Адміністративний центр — село Городок.

## Загальні відомості
- Городоцька сільська рада утворена в 1940 році.
- Територія ради: 68,828 км²
- Населення ради: 4 848 осіб (станом на 2001 рік)
- Територією ради протікає річка Устя.

## Населені пункти
Сільській раді підпорядковані населені пункти:
- с. Городок
- с. Караєвичі
- с. Карпилівка
- с. Метків
- с. Михайлівка
- с. Понебель
- с. Рубче

## Склад ради
Рада складається з 30 депутатів та голови.
- Голова ради: Ткачук Олеся Олексіївна
- Секретар ради: Співак Людмила Миколаївна

### Керівний склад попередніх скликань
| Прізвище, ім'я, по батькові | Основні відомості                                                 | Дата обрання | Дата звільнення |
| --------------------------- | ----------------------------------------------------------------- | ------------ | --------------- |
| Ткачук Олеся Олексіївна     | Сільський голова, 1948 року народження, освіта вища, позапартійна | 26.03.2006   | 31.10.2010      |
| Ткачук Олеся Олексіївна     | Сільський голова, 1948 року народження, освіта вища, позапартійна | 31.10.2010   |                 |

Примітка: таблиця складена за даними сайту Верховної Ради України